# Драйцун, Марк Алексеевич
Марк Алексеевич Драйцун (род. 1 марта 1930, Саратов) — советский и украинский иллюстратор, художник-мультипликатор, режиссёр мультипликационных фильмов, архитектор.

## Биография
До войны семья жила в Киеве. В 1954 году окончил архитектурный факультет Киевского инженерно-строительного института. Работал художником для журналов «Пионерия», «Утро», «Знание и работа», «Барвинок».
С 1961 года — по приглашению Давида Черкасского стал художником и режиссёром Творческого объединения художественной мультипликации киностудии «Киевнаучфильм».
Художник-постановщик многих диафильмов на украинской студии хроникально-документальных фильмов. Член Союза кинематографистов Украинской ССР. Вёл курсы художников-мультипликаторов на киевских студиях мультипликационных фильмов «Славутич» при «Киевнаучфильме», на «Укранимафильме» и «Борисфене».
В 1996 году переехал с женой в Соединённые Штаты Америки.

## Семья
Отец — Алексей Ефимович Драйцун (1901—?), уроженец Винницы, участник Великой Отечественной войны, инженер-капитан (военинженер 3-го ранга), кавалер ордена Красной Звезды.

## Фильмография

### Режиссёр
| Год  | Название фильма                           | Киностудия    |
| ---- | ----------------------------------------- | ------------- |
| 1964 | Неумойка                                  | Киевнаучфильм |
| 1974 | Прогноз погоды, Киножурнал «Фитиль» № 149 | Киевнаучфильм |

### Художник-мультипликатор
| Год  | Название фильма                            | Киностудия    |
| ---- | ------------------------------------------ | ------------- |
| 1960 | Приключения перца                          | Киевнаучфильм |
| 1961 | Веснянка                                   | Киевнаучфильм |
| 1962 | Пушок и Дружок                             | Киевнаучфильм |
| 1962 | Пьяные волки                               | Киевнаучфильм |
| 1962 | Спутница королевы                          | Киевнаучфильм |
| 1963 | Заяц и Ёж                                  | Киевнаучфильм |
| 1963 | Золотое яичко                              | Киевнаучфильм |
| 1963 | Непоседа, Мякиш и Нетак                    | Киевнаучфильм |
| 1964 | Неумойка                                   | Киевнаучфильм |
| 1965 | Сказка о царевиче и трёх лекарях           | Киевнаучфильм |
| 1966 | Злостный разбиватель яиц                   | Киевнаучфильм |
| 1967 | Как казаки кулеш варили                    | Киевнаучфильм |
| 1967 | Колумб причаливает к берегу                | Киевнаучфильм |
| 1967 | Растрёпанный воробей                       | Киевнаучфильм |
| 1967 | Тяв и Гав                                  | Киевнаучфильм |
| 1968 | Музыкальные картинки                       | Киевнаучфильм |
| 1968 | Сказка про лунный свет                     | Киевнаучфильм |
| 1968 | Человек, который умел летать               | Киевнаучфильм |
| 1969 | Как казак счастье искал                    | Киевнаучфильм |
| 1969 | Крымская легенда                           | Киевнаучфильм |
| 1969 | Приключения казака Энея                    | Киевнаучфильм |
| 1970 | Как воробей ум искал (Несмышлёный воробей) | Киевнаучфильм |
| 1970 | Как казаки в футбол играли                 | Киевнаучфильм |
| 1970 | Покатигорошек                              | Киевнаучфильм |
| 1971 | Волшебник Ох                               | Киевнаучфильм |
| 1971 | Про полосатого слонёнка                    | Киевнаучфильм |
| 1971 | Удивительный китёнок                       | Киевнаучфильм |
| 1972 | Зубная быль                                | Киевнаучфильм |
| 1972 | Как жёны мужей продавали                   | Киевнаучфильм |
| 1972 | Тигрёнок в чайнике                         | Киевнаучфильм |
| 1972 | Вокруг света поневоле                      | Киевнаучфильм |
| 1973 | Как казаки невест выручали                 | Киевнаучфильм |
| 1973 | Тайна Страны Земляники                     | Киевнаучфильм |
| 1973 | Тёплый хлеб                                | Киевнаучфильм |
| 1974 | В мире пернатых                            | Киевнаучфильм |
| 1974 | Мальчик с уздечкой                         | Киевнаучфильм |
| 1975 | Как Ёжик и Медвежонок встречали новый год  | Киевнаучфильм |
| 1975 | Салют                                      | Киевнаучфильм |
| 1976 | Лесная песнь                               | Киевнаучфильм |
| 1976 | Парасолька становится дружинником          | Киевнаучфильм |
| 1978 | Ночные капитаны                            | Киевнаучфильм |
| 1979 | Гришкины книжки                            | Киевнаучфильм |
| 1991 | Энеида                                     | Укранімафільм |

### Художник
| Год  | Название фильма                          | Киностудия    |
| ---- | ---------------------------------------- | ------------- |
| 1976 | Приключения капитана Врунгеля, серии 1-3 | Киевнаучфильм |
| 1977 | Приключения капитана Врунгеля, серии 4-6 | Киевнаучфильм |

## Диафильмография
- 1970 — «На добраніч» (укр. «Спокойной ночи»), Украинская студия хроникально-документальных фильмов.
- 1979 — «Удивительный день», Украинская студия хроникально-документальных фильмов.
- 1979 — «Он живой и светится», Украинская студия хроникально-документальных фильмов.
- 1980 — «География всмятку», Украинская студия хроникально-документальных фильмов.
- 1980 — «Баранкин, будь человеком!», в двух частях, Украинская студия хроникально-документальных фильмов.
- 1981 — «Огненный цветок», в двух частях, Украинская студия хроникально-документальных фильмов.
- 1981 — «Говорит Нептун!», одна часть, Украинская студия хроникально-документальных фильмов.
- 1983 — «Гуп та Гоп» (укр. ), в двух частях, по повести-сказке Иржи Кафки (чех.), Украинская студия хроникально-документальных фильмов.
- 1988 — «Трусохвостик», в двух частях, Украинская студия хроникально-документальных фильмов.
- 1990 — «Огненный цветок», в двух частях, Украинская студия хроникально-документальных фильмов.
- 1991 — «Приключения Гвоздика», в двух частях, Украинская студия хроникально-документальных фильмов.